# 후지와라노 아키미쓰
후지와라노 아키미쓰(藤原顕光)는 헤이안시대 중기의 공경이다. 후지와라 북가 관백태정대신 후지와라노 가네미치(藤原兼通)의 장남. 관위는 종일위·좌대신.
아버지 가네미치가 관백이 되며 승진하여 공경에 봉해졌으나 가네미치의 사후 그 동생 후지와라노 가네이치(藤原兼家, 아키미쓰의 숙부)와 후지와라노 미치나가(아키미쓰의 종제) 부자에 실권을 빼앗겼다. 무능한 사람으로도 알려져 있으며 조정의 의식에서 실태를 거듭하여 세간의 조소를 샀다. 말년, 좌대신에 진급하였으나 실의에 빠져 죽음을 맞이하였다. 미치나가의 가계에 앙화를 보냈다 하여 두려움을 샀으며 이 때문에 악령좌부(悪霊左府)라고도 불리게 되었다.